# Senat Rauschning
Der Senat Rauschning bildete vom 20. Juni 1933 bis zum 23. November 1934 die Regierung der Freien Stadt Danzig. Der Senat bestand gemäß Artikel 25 der Verfassung der Freien Stadt Danzig aus 6 hauptamtlichen und 6 ehrenamtlichen Senatoren.
| Amt                                    | Name                                          | Partei              |
| -------------------------------------- | --------------------------------------------- | ------------------- |
| Präsident des Senats                   | Hermann Rauschning                            | NSDAP               |
| Stellvertreter des Präsidenten Inneres | Arthur Greiser                                | NSDAP               |
| Soziale Fürsorge                       | Hans Albert Hohnfeldt                         | NSDAP               |
| Kultus                                 | Adalbert Boeck                                | NSDAP               |
| Finanzen                               | Julius Hoppenrath                             | NSDAP               |
| Betriebe                               | Wilhelm Huth                                  | NSDAP               |
| Bauwesen                               | Karl August Hoepfner                          | NSDAP               |
| Justiz                                 | Willibald Wiercinski-Keiser                   | Zentrum,            |
| Volksgesundheit                        | Helmut Adalbert Kluck                         | NSDAP               |
| Volksaufklärung und Propaganda         | Paul Batzer                                   | NSDAP               |
| Senatoren zur besonderen Verwendung    | Wilhelm von Wnuck Max Bertling Anton Sawatzki | NSDAP NSDAP Zentrum |